# Oriente (tỉnh)

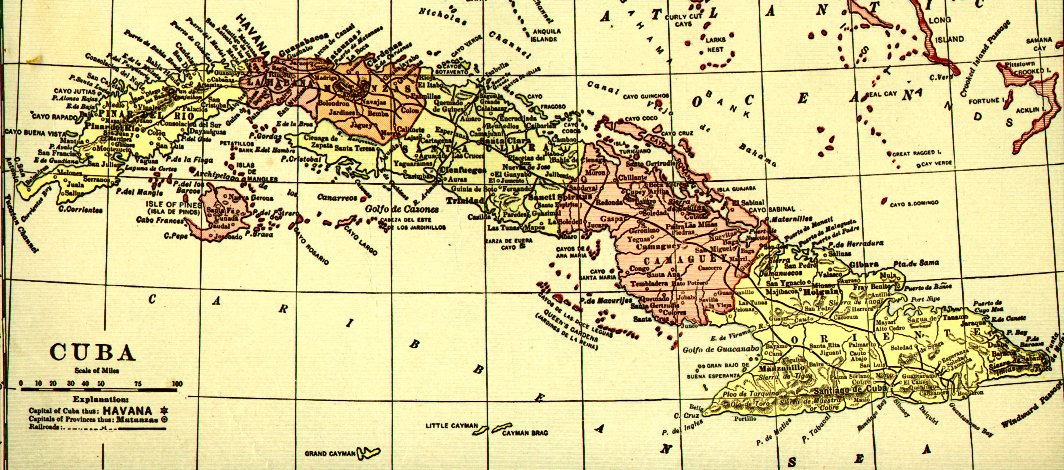
Bản đồ Cuba năm 1910

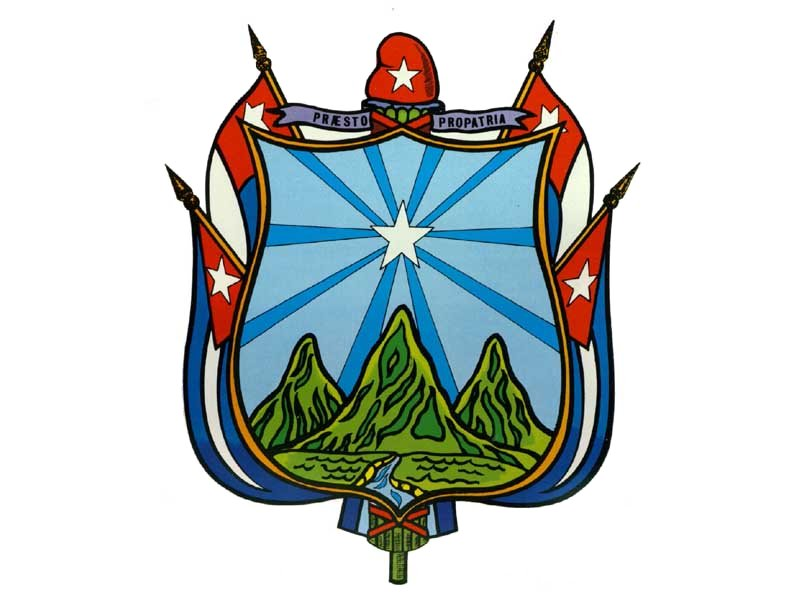
Huy hiệu tỉnh Oriente

Oriente (tiếng Tây Ban Nha có nghĩa là "phía đông") là một trong 6 tỉnh cũ của Cuba cho đến năm 1976. Tỉnh được gọi là "Tỉnh Santiago de Cuba" trước năm 1905. Hiện tên gọi này vẫn được dùng để đề cập đến phần phía đông của Cuba. Tỉnh lỵ của tỉnh là thành phốSantiago de Cuba. Fidel và Raúl Castro được sinh ra tại tỉnh này.
Hiện lãnh thổ cũ của Oriente bao gồm các tỉnh
- Las Tunas
- Granma
- Holguín
- Santiago de Cuba
- Guantánamo